# Onderwijsstructuur in Vlaanderen en Nederland
Voor het beschrijven van de onderwijsstructuur worden in Vlaanderen en Nederland verschillende begrippen gehanteerd. Ook wordt in Vlaanderen en Nederland een ten dele afwijkend systeem gebruikt. Onderstaande tabel geeft een overzicht van de onderwijsstructuur in Vlaanderen en Nederland en plaatst zo veel mogelijk de overeenkomstige fasen naast elkaar.
| Voorschools onderwijs               | Nederland kende tot 1985 de kleuterschool, maar die is nu opgegaan in het basisonderwijs. Ook de leeftijden waarop leerlingen of studenten in een bepaalde onderwijsfase instromen, varieert tussen de twee gebieden. Met die variaties moet rekening worden gehouden bij de interpretatie van de hieronder volgende kolommen. | Nederland kende tot 1985 de kleuterschool, maar die is nu opgegaan in het basisonderwijs. Ook de leeftijden waarop leerlingen of studenten in een bepaalde onderwijsfase instromen, varieert tussen de twee gebieden. Met die variaties moet rekening worden gehouden bij de interpretatie van de hieronder volgende kolommen. |
| Voorschools onderwijs               | Nederland | Vlaanderen |
| Voorschools onderwijs               | Peuterspeelzaal In de peuterspeelzaal kunnen kinderen van twee of drie jaar enige uren per week onder leiding verblijven. Door het klassikaal verband leren zij met anderen samenwerken. Taal en tellen krijgen aandacht. Doordat ze veel spelen, vervreemden de peuters niet van hun eigen leefwereld. | Kleuteronderwijs De kleuterschool is de eerste vorm van schoolse opvoeding waar kinderen naartoe kunnen. Meestal zijn er instapklasjes (vanaf de leeftijd van 2 jaar en 6 maanden); de eerste kleuterklas (voor wie 3 jaar worden), tweede (4 jaar) en derde (5 jaar) kleuterklas. |
| Basisonderwijs of primair onderwijs | Het primair onderwijs of de lagere school werd vroeger doorlopen gedurende de periode dat de leerling leerplichtig was. Bij de eerste leerplichtwetten, daterend van het begin van de twintigste eeuw, was dit zowel in België als in Nederland de leeftijd van 6 tot 12 jaar. Met name de bovengrens is steeds opgeschoven, en deze onderwijsvorm dekt daarmee allang niet meer de gehele leerplichtperiode. | Het primair onderwijs of de lagere school werd vroeger doorlopen gedurende de periode dat de leerling leerplichtig was. Bij de eerste leerplichtwetten, daterend van het begin van de twintigste eeuw, was dit zowel in België als in Nederland de leeftijd van 6 tot 12 jaar. Met name de bovengrens is steeds opgeschoven, en deze onderwijsvorm dekt daarmee allang niet meer de gehele leerplichtperiode. |
| Basisonderwijs of primair onderwijs | Nederland | Vlaanderen |
| Basisonderwijs of primair onderwijs | Basisonderwijs Het basisonderwijs is bestemd voor kinderen van 4 tot 12 jaar, al valt het eerste jaar nog niet onder de leerplicht. De school dient continuïteit te waarborgen, breed onderwijs te bieden en rekening te houden met de ontwikkeling van de leerling. De multiculturele samenleving moet aan bod komen. Een aantal vakken (eigenlijk vormingsgebieden) is wettelijk voorgeschreven. Hiervoor zijn kerndoelen geformuleerd. Vorderingen worden bijgehouden in een leerlingvolgsysteem. Op vele scholen is er voor de leerlingen een eindtoets. De basisschool bereidt voor op het voortgezet onderwijs. Voor leerlingen met moeilijkheden is er extra begeleiding of zo nodig het speciaal onderwijs. | Basisonderwijs De term "basisonderwijs" omvat ook het kleuteronderwijs. Als een kind op 6-jarige leeftijd leerplichtig wordt, gaat het doorgaans naar het lager onderwijs (binnen dezelfde of een aparte instelling). Lezen, schrijven, rekenen worden vanaf het vijfde jaar aangevuld met o.a. aardrijkskunde, geschiedenis, Frans, biologie, verkeersopvoeding. Er zijn eindtermen. Leerlingen moeten ook "vakoverschrijdende" leerdoelen behalen. Voor hoogbegaafde leerlingen is een vervroegd getuigschrift mogelijk. Onder voorwaarden is huisonderwijs toegestaan. Voor leerlingen met beperkingen is er het buitengewoon basisonderwijs. |
| Voortgezet of secundair onderwijs   | Het voortgezet of secundair onderwijs vormt een voorbereiding op de arbeidsmarkt of het hoger onderwijs. Anders dan in het primair onderwijs is er nu een ruime differentiatie in keuzemogelijkheden, afhankelijk van de belangstelling en capaciteiten. | Het voortgezet of secundair onderwijs vormt een voorbereiding op de arbeidsmarkt of het hoger onderwijs. Anders dan in het primair onderwijs is er nu een ruime differentiatie in keuzemogelijkheden, afhankelijk van de belangstelling en capaciteiten. |
| Voortgezet of secundair onderwijs   | Nederland | Vlaanderen |
| Voortgezet of secundair onderwijs   | Voortgezet onderwijs Het voortgezet onderwijs valt uiteen in een voorbereidend wetenschappelijke tak, een algemene en een beroepsvoorbereidende. Zij kennen een twee- of driejarige onderbouw, waarin de leerlingen goeddeels dezelfde stof krijgen aangeboden. Daarna wordt hun een keuze geadviseerd door de school. Met een diploma vwo, havo of mbo hebben leerlingen vervolgens een startkwalificatie: ze zijn in staat tot geschoold werk. Het vmbo-diploma vormt geen startkwalificatie. Voorbereidend wetenschappelijk onderwijs Het vwo is zesjarig; na de onderbouw dus nog drie jaar. De leerling kiest een van vier profielen, die deels uit vaste vakken bestaan, ten dele uit profielgerelateerde, en dan nog uit een vrije keuzeruimte. Ieder profiel bereidt vooral voor op (studierichtingen in) het wetenschappelijk onderwijs. Hoger algemeen voortgezet onderwijs De havo is vijfjarig, maar kent dezelfde profielen als het vwo, met vaste, profielgerelateerde en vrij te kiezen vakken. De profielen bereiden vooral voor op het hoger beroepsonderwijs. Voorbereidend middelbaar beroepsonderwijs Het vmbo is vierjarig. Deze opleidingsvorm heeft vier leerwegen, in meerdere mate theoretisch of juist beroepsgericht. Leerlingen kunnen vervolgens, afhankelijk van hun leerweg, doorstromen naar mbo of havo. Middelbaar beroepsonderwijs Het mbo is beroepsopleidend (vier of vijf opleidingsdagen per week) of beroepsbegeleidend (één weekdag opleiding, daarnaast een werkkring). De opleidingsduur is mede afhankelijk van de vooropleiding. De uitstroomniveaus variëren van assistent-beroepsbeoefenaar tot vakspecialist. Praktijkonderwijs Als een leerling wordt geacht niet aan de eisen voor het vmbo te kunnen voldoen, kan hij tot maximaal zijn 18e praktijkonderwijs volgen. Hier worden de praktische en sociale vaardigheden ontwikkeld, en de leerling wordt begeleid naar werk. De begeleiding wordt na de opleiding doorgaans voortgezet. | Secundair onderwijs Het secundair onderwijs kent drie opeenvolgende fasen of graden van twee leerjaren. In de eerste graad doorlopen de leerlingen een meer theoretische A-stroom dan wel een meer praktische opleidingsvariant (B-stroom) Leerlingen kunnen in het eerste middelbaar enkel naar de B-stroom als ze geen diploma lager onderwijs hebben. Na 2 weken kan een klassenraad worden samengeroepen om een heroriëntering te bespreken. Zo kan de leerling eind september toch nog in de b-stroom instromen. Vanaf de tweede graad wordt gekozen tussen vier vormen van secundair onderwijs: algemeen, beroeps, kunst en technisch. De derde graad leidt toe naar beroep of hoger onderwijs. Middenschool De eerste graad wordt ook wel observatiegraad genoemd. De middenschool werd opgezet om ongedifferentieerd onderwijs te bieden, maar in de praktijk maken de leerlingen al een voorkeuze. De definitieve keuze tussen de vier onderwijsvormen wordt aan het einde van de periode gemaakt: - Doorstroomfinaliteit In de doorstroomfinaliteit staat de algemene vorming centraal, waardoor de leerling wordt voorbereid op een vervolgstudie in het hoger onderwijs of voorbereid wordt op een opleiding aan de universiteit - Dubbele finaliteit De dubbele finaliteit kent twee types studierichtingen: meer theoretische opleidingen, voor verdere studie in het hoger onderwijs en meer praktijkgerichte opleidingen die voorbereiden voor onmiddellijke tewerkstelling - Arbeidsmarktgerichte finaliteit Deze finaliteit is een vooral praktische onderwijsvorm, waarin stages en praktijk tot meer dan de helft van het lessenrooster kunnen omvatten. De theoretische vakken worden vaak niet meer afzonderlijk aangeboden, maar in een projectgerichte benadering. Na de derde graad is er een veelheid van beroepsdomeinen: industrie, bouw, verkoop, zorg, land- en tuinbouw etc. - Doorstroomfinaliteit Kunst omvat een combinatie van algemene vakken, kunst-theoretische vakken en praktijk (bijvoorbeeld atelier of instrument). Er zijn drie studiegebieden: ballet, beeldende kunsten en podiumkunsten, waarbinnen telkens een aantal studierichtingen worden aangeboden. De leerlingen worden voorbereid op een kunstgerichte studie aan een hogeschool of universiteit. |
| Hoger onderwijs                     | Het hoger onderwijs wordt gegeven aan universiteiten en hogescholen. Deze woorden dekken in Vlaanderen en in Nederland iets verschillende begrippen. In Nederland is het universitair onderwijs vooral wetenschappelijk, dat aan de hogeschool is beroepsgericht. In Vlaanderen heet iedere instelling voor hoger onderwijs die geen universiteit is, "hogeschool". In de opzet van de opleidingen volgen zowel Nederland (sinds 2002) als Vlaanderen (2004) de Bachelor-masterstructuur, tot stand gekomen door een Europese afspraak. | Het hoger onderwijs wordt gegeven aan universiteiten en hogescholen. Deze woorden dekken in Vlaanderen en in Nederland iets verschillende begrippen. In Nederland is het universitair onderwijs vooral wetenschappelijk, dat aan de hogeschool is beroepsgericht. In Vlaanderen heet iedere instelling voor hoger onderwijs die geen universiteit is, "hogeschool". In de opzet van de opleidingen volgen zowel Nederland (sinds 2002) als Vlaanderen (2004) de Bachelor-masterstructuur, tot stand gekomen door een Europese afspraak. |
| Hoger onderwijs                     | Nederland | Vlaanderen |
| Hoger onderwijs                     | Universiteit Het universitair onderwijs is wetenschappelijk. Wie de studie met goed gevolg afrondt, is gerechtigd een academische titel te dragen. Ook kan hij onder voorwaarden de studie voortzetten, waarbij een promotie tot doctor in het vooruitzicht ligt (als promovendus). Hoger beroepsonderwijs Het hoger onderwijs is beroepsgericht. Het uitstroomniveau ligt echter hoger dan na het mbo: afgestudeerde hbo'ers kunnen kaderfuncties bekleden in het bedrijfsleven of bij de overheid. Bachelor- en masteropleidingen Wie een vierjarige hogeschoolopleiding heeft doorlopen, is professioneel bachelor; na drie jaar succesvol universitair onderwijs is men academisch bachelor. Na nog een jaar onderwijs aan een universiteit of aan sommige hogescholen, kan men de titel van master behalen. De opleiding tot onderzoeksmaster duurt echter twee jaar, en bereidt voor op een promotie. | Universiteit Het universitair onderwijs is wetenschappelijk. Wie de studie met goed gevolg afrondt, is gerechtigd een academische titel te dragen. Ook kan hij onder voorwaarden de studie voortzetten, waarbij een doctoraat in het vooruitzicht ligt. Hogeschool In Vlaanderen is een hogeschool iedere officiële instelling voor hoger onderwijs behalve de universiteiten. Een aantal van die instellingen is rechtstreeks beroepsgericht, maar dat is niet per definitie het geval. Bachelor- en masteropleidingen Zowel de opleiding tot professioneel bachelor als die tot academisch bachelor duurt drie jaar. Alle masteropleidingen moeten van academisch niveau zijn. Naast de universiteiten kunnen ook de hogescholen masteropleidingen aanbieden, op voorwaarde dat de betrokken hogeschool een associatie vormt met een universiteit. Master-na-masteropleidingen bieden de mogelijkheid tot verdere specialisatie. |
| Postacademisch onderwijs            | Beroepsbeoefenaren keren na hun studie nog wel terug naar de universiteit of hogeschool om hun kennis en vaardigheden bij te houden of uit te breiden. Dit kan incidenteel gebeuren en een welomschreven onderwerp betreffen. Het kan ook om een reeks van bij- of nascholingen gaan. Voor werkenden in de gezondheidszorg, zoals artsen en tandartsen, is levenslang leren een vereiste. | Beroepsbeoefenaren keren na hun studie nog wel terug naar de universiteit of hogeschool om hun kennis en vaardigheden bij te houden of uit te breiden. Dit kan incidenteel gebeuren en een welomschreven onderwerp betreffen. Het kan ook om een reeks van bij- of nascholingen gaan. Voor werkenden in de gezondheidszorg, zoals artsen en tandartsen, is levenslang leren een vereiste. |